# Asociación Colombiana de Medios de Información
La Asociación Colombiana de Medios de Información (AMI) es una organización sin ánimo de lucro. Fue instituida el 15 de septiembre de 1961 bajo el nombre de Asociación Colombiana de Editores de Diarios y Medios Informativos (Andiarios) por las principales editoriales de Colombia. A partir de 1962, fecha en la cual Andiarios obtuvo su reconocimiento jurídico, la entidad ha venido cumpliendo un papel cada vez más activo en el acontecer periodístico nacional. En 2017 la organización efectuó el cambio de nombre a Asociación Colombiana de Medios de Información.
En su inicio, la asociación propendía por la defensa de la industria editorial. Se trazaron varios objetivos con miras a un fortalecimiento económico, técnico e informativo de los diarios. Participa en gestiones de carácter legal ante el gobierno, con el fin de defender la libertad de expresión, el derecho a la información, los intereses económicos y la independencia de la industria periodística. Promueve y organiza programas, seminarios, talleres y diferentes estudios, que abarcan temas periodísticos, fomento a la lectura y aspectos empresariales en beneficio de los periódicos.
En Colombia luego de 55 años, Andiarios, la asociación de los periódicos evolucionó a AMI, para congregar a los medios de información profesionales y reconocidos del país más allá de sus plataformas. El domicilio de la Asociación es la ciudad de Bogotá y sus actividades se extienden a todo el país. Tiene en total 28 Casas Editoriales afiliadas.

## Medios Afiliados
- Caracol Radio S.A.
- Casa Editorial de las Sabanas SAS
- Casa Editorial El Tiempo S.A
- Canal 1
- CEETTV S.A.
- Comunican S.A
- Contenidos Digitales K SAS
- Editora de Medios SAS
- Editora del Mar S.A.
- Editorial Aguas Claras S.A
- Editorial La Patria S.A.
- La República
- Editorial la Unidad S.A
- El Colombiano Ltda y Cía SCA
- El Heraldo S.A
- El País S.A
- El Pilón S.A.
- Enter.co
- Galvis Ramírez y Cía S.A
- Grupo Editado SAS
- Grupo Nacional de Medios S.A
- La Crónica SAS
- La Opinión S.A
- Legis Información Profesional S.A.
- Pulzo
- Primera Página
- Publicaciones Semana S.A.
- Publimetro Colombia SAS
- RR. Editores Ramírez y Ramírez Ltda
- Revista Cambio